# Confederazione Autonoma Nazionalista Canaria
La Confederazione Autonoma Nazionalista Canaria (Confederazión Autónoma Nacionalista Canaria, conosciuta anche con l'acronimo di CANC) era un sindacato operaio che si autodefiniva come Nazionalista Canario, socialista autogestito e partitario al diritto all'autodeterminazione del popolo canario. Si creò il 1º dicembre del 1980 con l'unione di vari sindacati di lavoratori nella provincia di Santa Cruz de Tenerife e di Las Palmas de Gran Canaria, principalmente composti da lavoratori del tabacco e derivati.
Trovò una gran base di seguitori soprattutto nell'isola di Tenerife per poi, nel 1994, formare insieme ad altri sindacati dell'arcipelago il sindacato Intersindical Canaria (IC).